# Franz Dürrschmidt
Franz Dürrschmidt (* 7. November 1947) ist ein ehemaliger deutscher Fußballspieler, der insbesondere für den FC Bayern Hof in den 1970er Jahren in der seinerzeit zweitklassigen Regionalliga Süd und der 2. Bundesliga spielte. Nach dem Ende seiner aktiven Laufbahn war er als Trainer im bayerischen Fußball tätig.

## Sportlicher Werdegang
Dürrschmidt entstammt der Jugend der SpVgg Wiesau, wo er später an der Seite von unter anderem Ludwig Denz in der seinerzeit viertklassigen Landesliga Bayern auflief. Dabei qualifizierte er sich für höhere Aufgaben, der Bayernligist SpVgg Weiden nahm ihn unter Vertrag. In den Spielzeiten 1970/71 und 1971/72 wurde der Klub Vizemeister hinter der SpVgg Bayreuth bzw. Regionalligaabsteiger FC Wacker München.
Dürrschmidt verließ Weiden in Richtung Bayern Hof. Mit dem nordbayerischen Klub qualifizierte er sich 1974 für die neu eingeführte 2. Bundesliga. In der Debüt-Saison 1974/75 verpasste er mit den Hofern als Tabellenvierter die Vizemeisterschaft und damit die Teilnahme an den Aufstiegsspielen zur Bundesliga um zwei Punkte. Beim Auswärtsspiel beim TSV 1860 München im Münchener Olympiastadion kamen 70.000 Zuschauer, das direkte Duell um die Aufstiegsplätze am vorletzten Spieltag endete 0:0-Unentschieden. Erst nach einer 1:2-Heimniederlage gegen den SV Darmstadt 98 am letzten Spieltag, bei der Dürrschmidt per Strafstoß den Hofer Ehrentreffer erzielte, bedeutete das Abrutschen auf den vierten Rang. In der folgenden Spielzeit erreichte er mit der Mannschaft an der Seite von Karl-Heinz Zapf, Hans-Oskar Feulner, Lothar Wolf, Klaus Klein und Reinhard Lippert das Achtelfinale im DFB-Pokal, dort sorgte der Hamburger SV mit einem 2:0-Sieg in Hof für das Ausscheiden. In der Folge konnte der Klub die Erfolge nicht bestätigen und stieg am Ende der Spielzeit 1977/78 in die Bayernliga ab, wo Dürrschmidt später seine aktive Laufbahn beendete.
Als Nachfolger des vom SC Freiburg abgeworbenen Anton Rudinski war Dürrschmidt ab Sommer 1984 als Trainer für die in der Bayernliga antretende SpVgg Bayreuth tätig, mit dem Klub stieg er 1985 in die 2. Bundesliga auf. Auf einem Abstiegsplatz liegend wurde er im Dezember des Jahres von der Vereinsführung durch Uwe Kliemann ersetzt. Später trainierte er unter anderem noch den SV Neusorg, den SC Luhe-Wildenau und den SV Plößberg.
Bereits während seiner Zeit bei Weiden hatte Dürrschmidt ein Architekturstudium abgeschlossen, parallel zu seiner Spielerlaufbahn in Hof erwarb er die Trainer-B- und -A-Lizenz und studierte in Bayreuth auf Lehramt. 1981 schloss er als Zweitbester seines Jahrgangs hinter Hannes Linßen zum Fußballlehrer an der Sporthochschule Köln unter Gero Bisanz ab, zu diesem Zeitpunkt war er Spielertrainer bei der SpVgg Wiesau. 2013 ging der Lehrer in den Ruhestand.